# Illa Dorset
L'Illa de Dorset o Cape Dorset Island és una de les illes de l'Arxipèlag Àrtic Canadenc situada a l'Estret Hudson a Nunavut, Canadà. Fa 143,48 km² Té un port i un aeroport.
Aquesta illa va ser nomenada en honor d'Edward Sackville, 4t Earl de Dorset.

## Geografia
Aquesta illa fa 4 mi (6.4 km) de llargada i 2 mi (3.2 km) d'amplada, el seu punt més alt fa 220 m sobre el nivell del mar.
El primer descobriment de la Cultura Dorset es va fer en l'illa Dorset.
A l'illa Malik, al nord de l'illa Dorset es troba el hamlet de Cape Dorset.

## Fauna
Hi habiten el llop àrtic, l'os polar i la guineu àrtica, com també el caribú i la llebre àrtica les foques. La beluga durant la seva migració d'octubre a abril.
Hi ha moltes oques blaves.